# Christoph Dabrowski
Christoph Dabrowski, właściwie Krzysztof Dąbrowski (ur. 1 lipca 1978 w Katowicach) – niemiecki piłkarz pochodzenia polskiego występujący na pozycji pomocnika.

## Kariera klubowa
W wieku 6 lat wyjechał z matką do Berlina Zachodniego i od tego czasu ma dwa obywatelstwa polskie i niemieckie. Jako junior reprezentował barwy klubów Herthy Berlin, BFC Preußen Berlin, 1. FC Schönberg oraz Werder Brema, do którego juniorskiej ekipy trafił w 1995 roku. W 1996 roku został włączony do jego rezerw, a 1998 roku do pierwszej drużyny, grającej w Bundeslidze. W tych rozgrywkach zadebiutował 12 września 1998 roku w zremisowanym 2:2 pojedynku z Bayerem 04 Leverkusen. 11 maja 1999 roku w zremisowanym 1:1 spotkaniu z FC Schalke 04 strzelił pierwszego gola w Bundeslidze. W tym samym roku zdobył z klubem Puchar Niemiec oraz Puchar Ligi Niemieckiej. W Werderze Dabrowski spędził 3 lata. W tym czasie rozegrał tam 49 spotkań i zdobył 3 bramki.
W 2001 roku został zawodnikiem drugoligowej Arminii Bielefeld. W 2002 roku awansował z nią do Bundesligi. Po roku powrócił jednak z zespołem do 2. Bundesligi. Wówczas Dabrowski odszedł do Hannoveru 96 z Bundesligi. Zadebiutował tam 2 sierpnia 2003 roku w wygranym 3:0 meczu z Hamburgerem SV. W Hannoverze grał łącznie przez 3 lata i w tym czasie rozegrał tam 78 spotkań i strzelił 3 gole.
W 2006 roku Dabrowski podpisał kontrakt z innym pierwszoligowcem, VfL Bochum. Pierwszy mecz zaliczył tam 12 sierpnia 2006 roku przeciwko 1. FSV Mainz 05 (1:2). W 2010 roku spadł z klubem do 2. Bundesligi.

## Kariera reprezentacyjna
W październiku 2005 roku Polski Związek Piłki Nożnej wystąpił do FIFA o wyrażenie zgody na grę Dabrowskiego w reprezentacji Polski. Zgoda nie została jednak udzielona, gdyż Dabrowski występował wcześniej w reprezentacji Niemiec U-21 (9 spotkań, 1 bramka).